# Józef Półturzycki

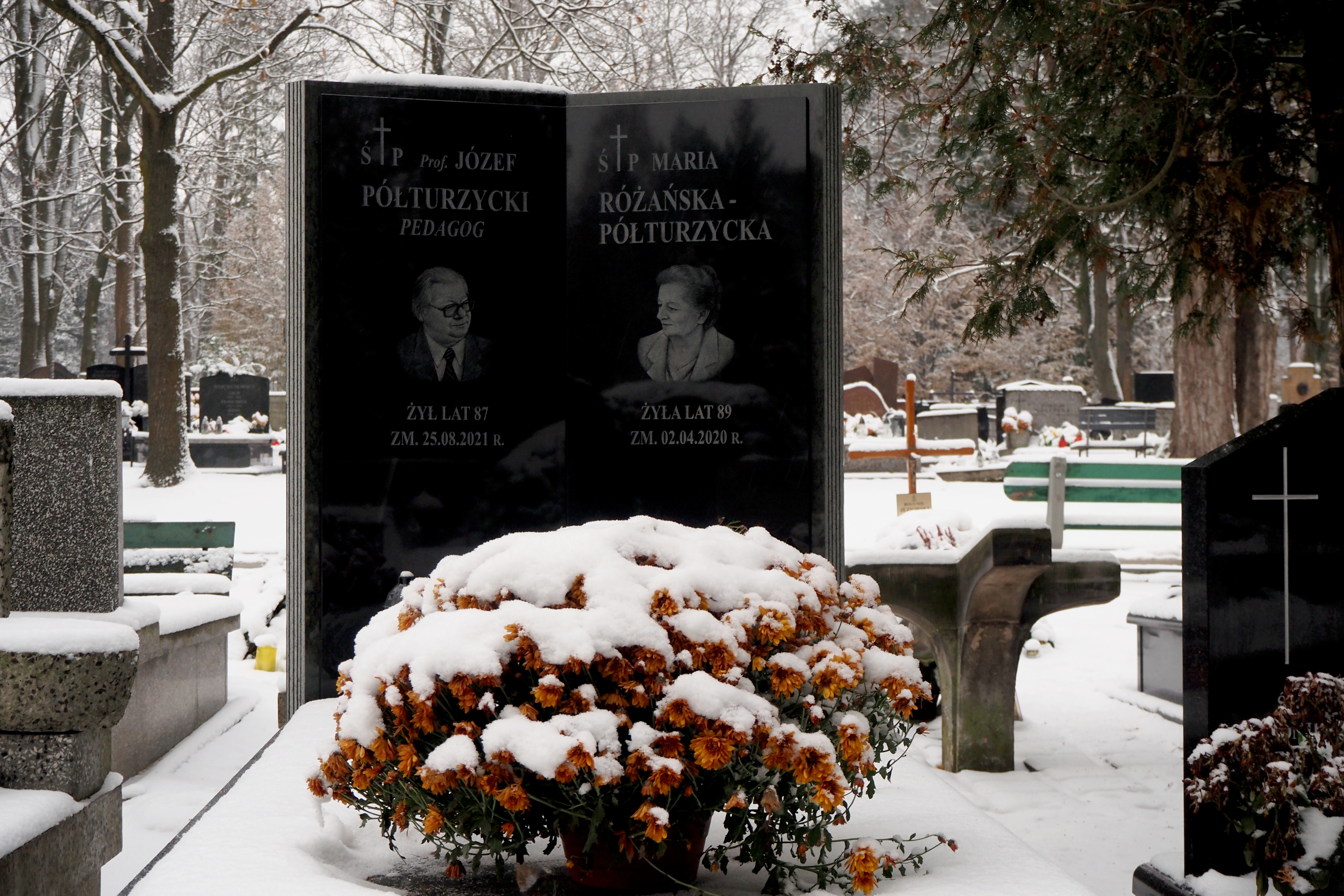
Grób prof. Józefa Półturzyckiego na Cmentarzu Wojskowym na Powązkach w Warszawie

Józef Półturzycki (ur. 22 listopada 1934, zm. 25 sierpnia 2021) – polski pedagog, specjalista w zakresie dydaktyki, pedagogiki dorosłych, pedagogiki i oświaty dorosłych oraz teorii edukacji ustawicznej, prof. zw. dr hab. Uniwersytetu Warszawskiego (UW), dziekan Wydziału Pedagogicznego Szkoły Wyższej im. Pawła Włodkowica w Płocku, były dziekan Wydziału Pedagogicznego Wyższej Szkoły Społeczno-Ekonomicznej w Warszawie. Członek Komitetu Nauk Pedagogicznych PAN. 
Był kierownikiem Katedry Edukacji Ustawicznej i Andragogiki Wydziału Pedagogicznego Uniwersytetu Warszawskiego.
Pochowany na cmentarzu Wojskowym na Powązkach w Warszawie (kwatera G II, rząd 1, grób 24).

## Wybrana bibliografia autorska
- Spór o kształcenie ustawiczne (Wydawnictwo Instytutu Technologii Eksploatacji - Państwowego Instytutu Badawczego; Warszawa-Radom 2016)
- Niepokój o dydaktykę (Wydawnictwo Instytutu Technologii Eksploatacji - Państwowego Instytutu Badawczego; Warszawa-Radom 2014)
- Edukacja w Szwecji (Wydawnictwo Instytutu Technologii Eksploatacji - Państwowego Instytutu Badawczego; Radom 2009)
- Aleksander Kamiński (Wydawnictwo Instytutu Technologii Eksploatacji - Państwowego Instytutu Badawczego; Radom 2006; ISBN 83-7204-522-4)
- Adam Mickiewicz jako nauczyciel i pedagog. Muzea Adama Mickiewicza (Wydawnictwo Naukowe Novum, Płock 2005)
- Jak pisać pracę licencjacką? Poradnik dla studentów WSSE (Wyższa Szkoła Społeczno-Ekonomiczna w Warszawie, Warszawa 2005)
- Dydaktyka dla nauczycieli (Wydawnictwo Adam Marszałek, Toruń, cop. 1999; ISN:8371744218)
- Dydaktyka dorosłych (WSiP, Warszawa 1991; ISBN 83-02-04467-9)
- Edukacja dorosłych za granicą (Wydawnictwo Adam Marszałek, Toruń 1998; ISBN 83-7174-084-0)
- Klęska Grunwaldu na lekcji (Wydawnictwo Adam Marszałek, Toruń 1997)
- Jak studiować zaocznie (Wydawnictwo Adam Marszałek, Toruń 1995)
- Lekcja w szkole współczesnej (WSiP, Warszawa 1985)
- Wdrażanie do samokształcenia (WSiP, Warszawa 1983)
- Tendencje rozwojowe kształcenia ustawicznego (PWN, Warszawa 1981)
- Ucz się sam - o technice samokształcenia (Instytut Wydawniczy CRZZ, Warszawa 1967)
- O technice uczenia się dorosłych (PZWS, Warszawa 1966)